# Famille Gilart de Keranflec'h
La famille Gilart (de Keranflec'h et de Larchantel) est une famille subsistante de la noblesse française, originaire de Bretagne, noblesse d'extraction sur preuves de 1503.
Elle a donné des ecclésiastiques, plusieurs officiers de marine, un député du Finistère en 1848, un actuel journaliste de la chaîne de télévision CNews.

## Histoire
La famille Gilart est originaire de la seigneurie de Larchantel (ou L'Arc'hantel) en Saint-Pierre-Quilbignon, ancienne commune annexée à la ville de Brest depuis 1945, ainsi que de la seigneurie de Keranflec'h, en Milizac, (actuelle commune de Milizac-Guipronvel), dans le département du Finistère, où se situe le manoir historique de Kéranflec'h, datant de 1712  ,,. Selon certains auteurs elle serait antérieurement originaire du Maine et se serait fixée en Bretagne au milieu du XVe siècle.
Sa filiation suivie remonte à Bertrand Gilart, écuyer, fils d'Yvon (archives de Brest), qui laissa de son mariage en 1495 avec Hélène de Cornouaille, Guillaume Gilart, et sa noblesse prouvée remonte a cette date : selon le contrat de mariage de 1495 Bertrand est qualifié d'écuyer, un des témoins et qui signe est messire Guillaume Carrell chevalier seigneur de Chiré et de la Villeneuve, (capitaine du château de Brest de 1489 à 1498). Le roi de France ordonna au capitaine Carrell de remettre Brest aux troupes d'Anne de Bretagne.
Ses membres figurent dans des montres de la noblesse de l'évêché de Léon dès 1503 et jusqu'à 1534. "Les sires du Chastel conservèrent leur Motte-Tanguy, dont nous voyons que les vassaux étaient, en 1505, Jean de Kerengar, Jean le Snuz, Pierre de Rodellec, seigneur du Porzic, Bertrand Gilart, archers, et Jean de Kerrom, vougier…’’ (Albert Le Grand). Dans la noblesse bretonne devant la réformation du comte de Rosmorduc, le mariage en 1495  de Bertrand avec Hélène de Cornouaille, sœur du seigneur de Kerinou, y figure. À la suite de ce mariage, la famille eut la seigneurie de Larchantel (dont la vassalité relevait du roi : voir hommages de la seigneurie aux archives), et montre que celle-ci avait aussi des vassaux, cela a permis l'enracinement de la famille dans le Léon. Elle fut maintenue noble d'extraction le 4 septembre 1669, lors de la Grande enquête sur la noblesse, en la personne de Guillaume Gilart, écuyer, sieur de Keranflec'h (marié en 1671 à Renée Suzanne de Parcevaux) et son frère François Gilart, sieur de Larchantel, ingénieur, demeurant en la paroisse de Milizac, diocèse de Léon et ressort de Saint-Renan, qui prouva sept générations nobles. Deux membres de la famille Gilart signèrent la Déclaration de la Noblesse de Bretagne rédigée le 10 janvier 1789 par le comte de Boisgelin, président de ladite noblesse, à l'adresse de l'Assemblée nationale.
À la veille de la Révolution française, François Gilart de Keranflec'h était « seigneur dudit lieu, paroisse de Milizac et autres lieux ; mais pas de Rosneven et de la Garenne, paroisse de Pestivien ; de Launay, paroisse de Plusquellec ; de Trezevern, paroisse de Plougonver ; de Rosquelven, paroisse du Glomel » qui figurent dans un certain livre.
La famille Gilart de Keranflec'h a été admise à l'Association d'entraide de la noblesse française en 1938,.

## Descendance de Guillaume Gilart
- Guillaume Gilart (1611-1671), écuyer, seigneur de Kerebert et de Larchantel en Quilbignon. Il épouse le 21 juillet 1631, Gabrielle de Guernisac, fille de Christophe de Guernisac, écuyer, seigneur de Kerham en Plouzévédé et de Julienne de Kersulguen.
  - Guillaume (II) Gilart (1646-1711), écuyer, seigneur de Larchantel et de Keranflec'h en Milizac, maintenu noble d'extraction, en Bretagne, le 4 septembre 1669. Il épouse le 31 août 1671, Renée-Suzanne de Parcevaux, fille de Vincent de Parcevaux, chevalier, et de Claude Billes.
    - Vincent Gilart de Keranflec'h (1674- ) épouse Françoise Renée Caouce.
      - Pierre Marie Gilart de Keranflec'h (1709-1783), officier à la compagnie des Indes[14]. Il épouse Claudine Françoise de Poulpiquet.
        - François Gilart de Keranflec'h (1758-1842), lieutenant des canonniers gardes-côtes[15] de la division de Lesneven (Compagnie de Plouescat) de 1781 à 1783. Il participe aux États généraux de la noblesse à Rennes en 1786 et il est signataire du mémoire adressé au roi Louis XVI, le 26 mai 1788 par la noblesse de Bretagne. Il est maire de la commune de Milizac de 1821 à 1829[2].
        - Yves Gilart de Keranflech (1791-1861)Yves Gilart de Keranflec'h., procureur du roi à Brest, magistrat démissionnaire en 1830, député du Finistère en 1848, emprisonné lors du coup d'état du 2 décembre 1851. Il fait l'objet d'une étude biographique d' Hippolyte Violeau, Un homme de bien (Yves-Michel-Gabriel Gilart de Keranflec'h), publié à Paris en 1861[7].

      - Jean-Gabriel Gilart de Keranflec'h (1711-1745), enseigne de vaisseau sur l'Élisabeth, vaisseau de 64 canons, tué le 24 juillet 1745, lors du combat naval d'Ouessant contre les Anglais[2].

    - Mathieu-Joseph Gilart de Keranflec'h (1691-1736), lieutenant colonel de la capitainerie des milices gardes-côtes[16] de Lorient[17]. Receveur général des devoirs. Il épouse Marie Hyacinthe Louvard.

  - François Gilart de Larchantel (1650-1724), seigneur de Larchantel. Il épouse Jeanne Rodelec du Portzic.
    - Gabriel Gilart de Larchantel (1686-1761), écuyer, Seigneur de Larchantel. Il épouse Claude Gabrielle du Plessis-Quinquis et de Reneuve.
      - Alain-François Gilart de Larchantel (1719-1797), chanoine et député de l'église de Troyes.
      - Jean-François Gilart de Larchantel (en) (1730-1781), lieutenant, puis capitaine de vaisseau (1777)[18]. Il épouse Josèphe Louise Félicité Thierry.
        - André-Louis Gilart de Larchantel (1767-1838), aspirant dans la Marine en 1793, puis chef d'escadron au 8e régiment de hussards. Il sert dans l'armée du Rhin de 1794 à 1802. Il est ensuite officier de la Grande Armée, en Autriche, en Prusse, en Pologne, puis à l'armée d'Espagne de 1808 à 1811. Il est à nouveau affecté à la Grande Armée lors de la campagne de Russie. Il fait partie de l'escadron sacré affecté à la garde d'honneur de l'Empereur, en tant que chef d'escadron du 1er régiment de chevau-légers lanciers[19]. Il a participé aux batailles d'Austerlitz, Iéna, Eylau et Friedland. Il s'est trouvé au Siège de Saragosse, puis à la campagne de Moscou. Il a été blessé à deux reprises. Il est officier de l'ordre royal de la Légion d'honneur le 28 juin 1813[20].

      - Louis-Jean Gilart de Larchantel (1721-1806), chanoine de Quimper, vicaire général du diocèse.Il refuse de prêter serment à la Constitution civile du clergé et doit se réfugier en 1792 à Jersey. Rentré en Bretagne en 1795, il est arrêté et incarcéré à Rochefort. Libéré en 1798, il revient à Quimper [21],[17].
      - François Gilart de Larchantel ( -1792) épouse Louise Calais.
        - René-Vincent Gilart de Larchantel (1746-1795), chanoine du Chapitre cathédrale de Quimper.vicaire capitulaire À l'instar de son oncle Louis-Jean, il refuse de prêter le serment constitutionnel et doit émigrer en 1792. Il est alors affecté comme aumônier au régiment de Rohan, puis débarque avec son unité en 1795, lors de l'expédition de Quiberon, son rôle ayant consisté à assister religieusement les combattants de son régiment. Fait prisonnier par le général Hoche, sur la promesse de la vie sauve, en dépit de l'engagement passé par ce dernier avec le comte de Sombreuil, il est jugé et condamné à mort par le Tribunal révolutionnaire d'Auray, et exécuté le mardi 28 juillet 1795 à Vannes en même temps que monseigneur Urbain-René de Hercé, évêque de Dol et de 15 prêtres[22],[23].
          - François-Louis Gilart de Larchantel (1750- ), capitaine d'infanterie au régiment du Lyonnais[24]. Il épouse Rosalie Le Du du Bot.
            - François Esprit Athanase Gilart de Larchantel (1788- 1825), ancien élève de l'école polytechnique, X 1809[25], capitaine d'artillerie, blessé de guerre, amputé du bras droit, maire de Quimper de 1821 à 1825[26].

          - Gratien-Yves Gilart de Larchantel (1757-1842), capitaine de vaisseau[27].

Olivier Gilart de Keranflec'h (1980), journaliste présentateur de télévision. Il a travaillé, entre autres, pour France Télévision et KTO. Actuellement il présente des journaux télévisés et des émissions sur la chaîne CNews.

## Seigneuries

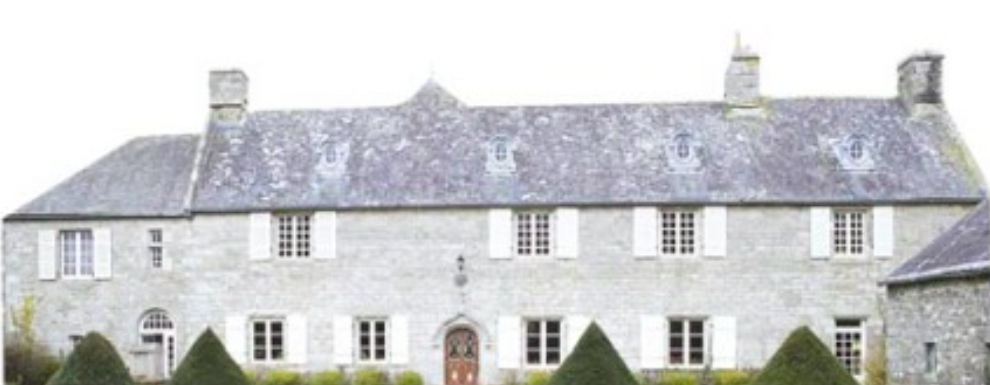
Manoir de Keranflec'h.

Cette famille a possédé les seigneuries de Kerebert, Larchantel (possédant fief du nom de Coattan), Keranflec'h (par échange contre la baronie de Saint-Jouan qu'elle possedait avec Prigent Le Ny ), Keranroux, Loc'hant, Languilforc'h, Kerijean, Mezlean, Bois-Gouesnou, L'Isle Roux (Enez Ruz), Languilforc'h, Kersalaün, Kerlavezan, Kerliviry, Kermoalen, Lanneuc, La Coudraye,,.

## Principales alliances
Les principales alliances de la famille Gilart de Keranflec'h sont : de Cornouaille, Corpel, Meastrius, Garric, Becdelièvre, de Bergevin, Caonce de l'Isle, Cillart de Suville, de Guernissac de Kerham, de L'Espine de Grainville, Louvart de Pontigny, de Parcevaux, de Poulpiquet (de Brescanvel et du Halgouet), Urvoy de Portzamparc, de Witte, de Maupeou d'Ableiges.

## Armes, blasons, devises
- Guillaume Gilart, sieur de Kéranflech, et François Gilart, sieur de Larchantel, ingénieur, portent : De gueules à 2 clefs d'argent en sautoir, les anneaux en bas en 1669.
- Devises : « Et pour et contre »[7], « De Gilart servant »[8]

## Pour approfondir